# Garibaldi (còctel)
El Garibaldi és un còctel clàssic d'aperitiu italià, servit en vas alt, a base de Campari, aigua amb gas i suc de taronja, preferiblement taronges sanguines, però també es pot fer amb alguna altra varietat de taronja dolça.
La beguda porta el nom del revolucionari italià Giuseppe Garibaldi, ja que el seu color vermell recorda la famosa camisa vermella del seu exèrcit de 1000 voluntaris al desembarcament a Sicília, els Camicie Rosse.
És la beguda insígnia al bar de còctels Dante a la ciutat de Nova York.

## Ingredients
- 3/10 bitter Campari
- 7/10 suc de taronja
- Afegir aigua amb gas i gel picat al gust. Es pot beure com aperitiu o com a beguda llarga (long drink).

## Preparació
Tradicionalment el suc de taronja s'extreu amb un espremedor a mà i sense apurar el suc del tot, i es fa servir la pell per afegir-ne una tira llarga i prima al resultat final, al que s'hi afegeix un grapat de gel picat.
Modernament es prepara també amb emprenedors mecànics d'alta velocitat per airejar-ho i fer-ho escumós, barrejant el suc resultant ràpidament i sense gel perquè es mantingui escumós. Se li pot afegir xarop de canya per endolcir-ho.

## Variants
Alternativament, es pot fer un garibaldi amb Amaro Averna, Virgin Islands Rum, Velvet Falernum, suc de llima, bítter de taronja o aigua mineral.
Molt popular, sobretot al centre d'Itàlia, és la versió amb taronja agra en lloc de suc de taronja, anomenada Cardinale.